# Edward Fenwick Tattnall
Edward Fenwick Tattnall (* 1788 in Savannah, Georgia; † 21. November 1832 ebenda) war ein US-amerikanischer Politiker. Zwischen 1821 und 1827 vertrat er den Bundesstaat Georgia im US-Repräsentantenhaus.

## Werdegang
Das genaue Geburtsdatum von Edward Tattnall ist unbekannt. Er wurde im Jahr 1788 in Savannah geboren und besuchte dann Schulen in England. Nach seiner Rückkehr nach Georgia bekleidete er einige lokale Ämter. In den Jahren 1816 und 1817 war er Oberstaatsanwalt (Solicitor General) von Georgia. Politisch wurde Tattnall Mitglied der Demokratisch-Republikanischen Partei. In den Jahren 1818 und 1819 saß er als Abgeordneter im Repräsentantenhaus von Georgia.
Bei den staatsweit abgehaltenen Kongresswahlen des Jahres 1820 wurde er für das vierte Abgeordnetenmandat von Georgia in das US-Repräsentantenhaus in Washington, D.C. gewählt, wo er am 4. März 1821 die Nachfolge von John Alfred Cuthbert antrat. Nach drei Wiederwahlen konnte er bis zu seinem Rücktritt im Jahr 1827 im Kongress verbleiben. Er war auch für die 1827 beginnende Legislaturperiode gewählt worden, trat aber noch vor der konstituierenden Sitzung des neuen Kongresses von seinem Mandat zurück. Während seiner Zeit im US-Repräsentantenhaus erlebte er die heftigen Diskussionen zwischen Anhängern und Gegnern des späteren Präsidenten Andrew Jackson. Tattnall selbst schloss sich der Bewegung um Jackson an. Nach einer Nachwahl fiel sein Abgeordnetenmandat an George Rockingham Gilmer.
Nach seinem Ausscheiden aus dem Kongress war Edward Tattnall Hauptmann der städtischen Miliz von Savannah. In dieser Stadt ist er am 21. November 1832 auch verstorben.